# Ряполовский, Иван Иванович
Князь Иван Иванович Ряполовский — московский воевода во времена правления Василия II Васильевича Тёмного.
Представитель княжеского рода Ряполовских (Рюриковичи). Старший сын князя Ивана Андреевича Нагавицы Ряполовского. Братья — князья Семён Хрипун, Дмитрий и Андрей Лобан Ряполовские. Как и его братья, поддержал великого князя Василия Васильевича Тёмного в борьбе его за великокняжеский стол с князем галицким Дмитрием Юрьевичем Шемякою.

## Биография
В 1446 году, когда Василий Васильевич был схвачен в Троицком монастыре и увезён в Москву приверженцами Дмитрия Юрьевича Шемяки, два малолетних сына Василия Васильевича укрылись на монастырском дворе. В ту же ночь, с оставшимися при них людьми они бежали к Юрьеву, в село Боярково, к Ивану Ивановичу Ряполовскому. Вместе с братьями своими, Дмитрием и Семёном, с княжичами и со всеми людьми, Иван Иванович спешно отправился в Муром и затворился там. Узнав об этом, Дмитрий Юрьевич Шемяка призвал к себе Рязанского и Муромского епископа Иону, обещая дать ему митрополию, освободить Василия Васильевича и наделить его «отчиною»; он просил Иону ехать в Муром и взять детей Василия Васильевича, под ручательство в их безопасности, «на свой патрахель». Епископ отправился в Муром и передал Ряполовским желание Дмитрия Юрьевича Шемяки. Посоветовавшись между собою, Ряполовские решили, что лучше добровольно передать княжичей святителю, чем допустить, чтобы Дмитрий Юрьевич Шемяка взял их силой. Они передали детей в соборной Рождественской церкви епископу Ионе, который принял их с пелены на свою епитрахиль, следовательно, поручился своим святительским саном в их безопасности. 6 мая Иона прибыл с детьми Василия Васильевича в Переяславль к Дмитрию Юрьевичу Шемяке; он принял княжичей с притворною лаской, звал их к себе на обед, одарил их, и на третий день, в сопровождении епископа Ионы, отправил в Углич к отцу, в заточение.
Видя действия Дмитрия Юрьевича Шемяки, Ряполовские начали придумывать средства к освобождению Василия Васильевича, и составилось большое сообщество единомышленников. Условились собраться под Угличем, в полдень Петрова дня, что и было исполнено всеми, исключая Ряполовских. Так как Дмитрий Юрьевич Шемяка узнал об их замысле, то они вынуждены были уйти за Волгу, к Белоозеру. Дмитрий Юрьевич Шемяка отправил в погоню за ними два многочисленных отряда, которые должны были соединиться при устье Шексны. Один из предводителей опоздал и был разбит Ряполовскими на Мологе, а другой бежал от них за Волгу. После этого Ряполовские направились в Литву через Новгородскую землю. Вслед за ними пришли в Мстиславль к Василию Ярославичу Боровскому как их сообщники, так и посторонние люди и стали побуждать Василия Ярославича снарядиться для освобождения Василия Васильевича из Углича.
В следующем 1447 году, узнав, что Дмитрий Юрьевич Шемяка выпустил из Углича Василия Васильевича и что он находится в Твери, Ряполовские со своими единомышленниками и Василий Ярославич решили идти туда и, в случае необходимости, оказать Василию Васильевичу помощь. В этом же году упомянут первым воеводой государевых войск.
В 1459 году Ряполовский вместе с Иваном Юрьевичем Патрикеевым ходил в Вятку. Они взяли Орлов и Котельнич, долго держали в осаде Хлынов, и вятчане, наконец, «добили челом на всей воле великого князя».
Имя князя Ивана Ивановича Ряполовского записано в синодике Патриаршей ризницы.
Единственный сын — боярин князь Семён Молодой (казнен в 1499 году).

## В культуре
Является персонажем романа Николая Полевого «Клятва при гробе Господнем. Русская быль XV века» (1832).